# Krankenmorde in der Zeit des Nationalsozialismus

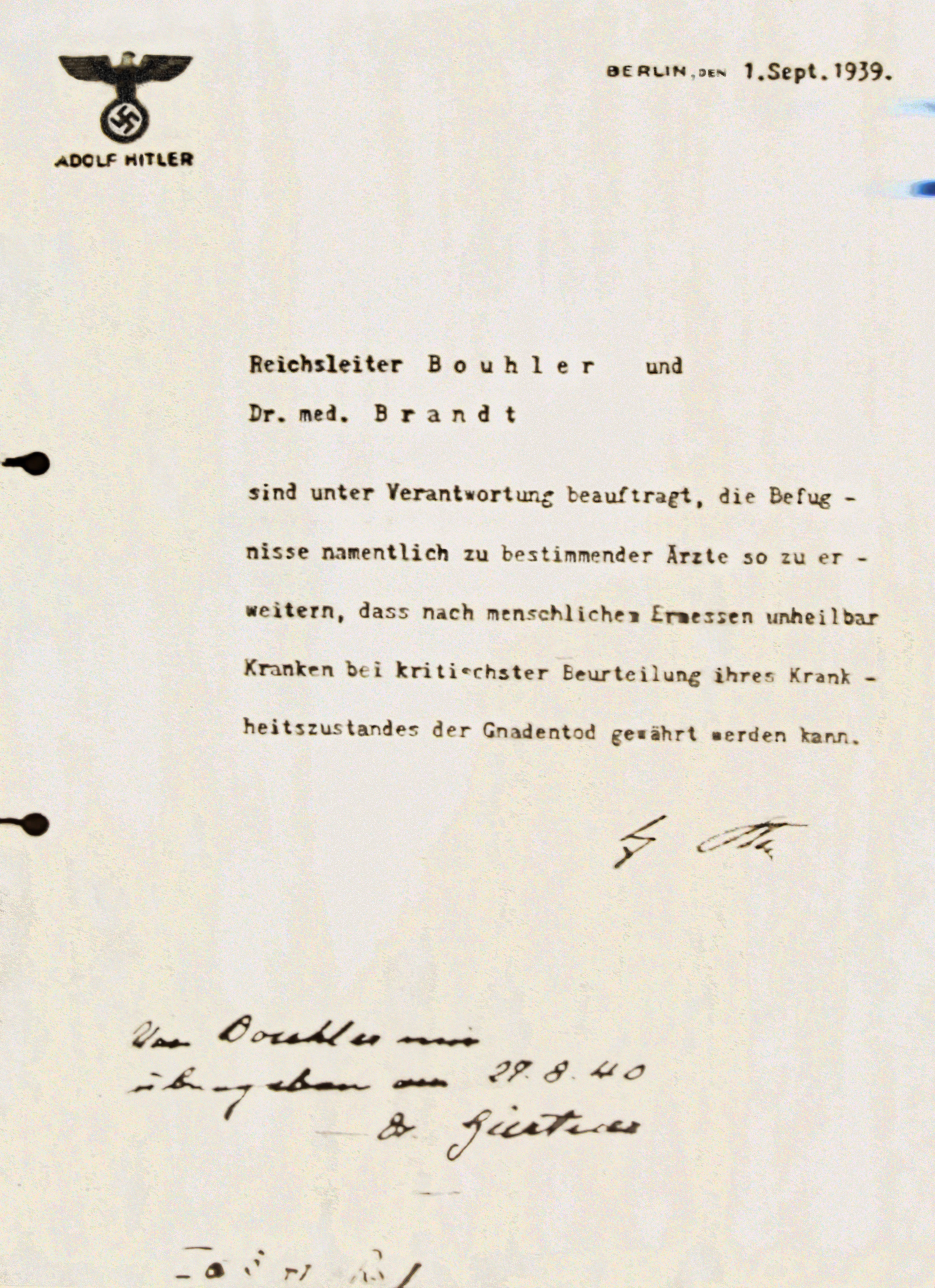
Hitlers Auftrag an Bouhler und Brandt, unheilbar Kranken den „Gnadentod“ zu gewähren

Die Krankenmorde in der Zeit des Nationalsozialismus umfassen die systematische Ermordung von etwa 216.000 überwiegend stationär untergebrachten Menschen mit vermeintlich unheilbaren körperlichen, geistigen und seelischen Behinderungen ab 1939 im nationalsozialistischen Deutschland und den besetzten bzw. annektierten Gebieten.

Motive entsprangen der Nationalsozialistischen Rassenhygiene, Antisemitismus, kriegswirtschaftlichen Gründen sowie mit Humanexperimenten auch NS-pseudo-wissenschaftlich geprägten Phantasien der Medizin im Nationalsozialismus.

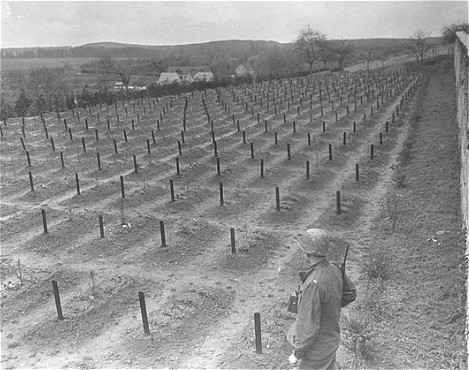
Friedhof der Tötungsanstalt Hadamar, April 1945

Als Grundlage diente ein auf den 1. September 1939 datierter Auftrag Adolf Hitlers an den Reichsleiter und Chef der Kanzlei des Führers Philipp Bouhler sowie den Generalkommissar für das Sanitäts- und Gesundheitswesen Karl Brandt,

„die Befugnis namentlich zu bestimmender Ärzte so zu erweitern, dass nach menschlichem Ermessen unheilbar Kranken bei kritischster Beurteilung ihres Krankheitszustands der Gnadentod gewährt werden kann.“

Zwar gab es 1941 offiziell ein Ende der Tötungen, die aber 1942 durch die Aktion Brandt (30.000 Tote) oder den Hungerkost-Erlaß weitergeführt wurde, und als „wilde Euthanasie“ bezeichnet wird.
Im Rahmen der Aktion T4 wurden sechs Tötungsanstalten mit Gaskammern errichtet: Brandenburg, Bernburg, Grafeneck, Hartheim, Pirna-Sonnenstein und Hadamar.
Auch 20.000 kranke und „nicht mehr arbeitsfähige“ KZ-Häftlinge wurden dort bis Ende des Krieges ermordet.
In den besetzten Gebieten wurden Menschen erschossen, vergiftet und zum Teil das Personal der Krankeneinrichtungen gezwungen, nicht arbeitsfähige Insassen zu töten.
Den Alliierten war die Euthanasie-Aktion ab 1940 bekannt. Proteste kamen von Eltern der Betroffenen, einigen katholischen und evangelischen Kirchenvätern und einem deutschen Richter.
Die Aufarbeitung der Verbrechen dauert an; unmittelbar nach dem Krieg wurden Täter scharf verurteilt. Ab 1948/49 erhielten Täter als „Gehilfen ohne eigenen Willensentschluss“ aber schon mildere Strafen. Viele Prozesse folgten erst in den 1970er/1980er Jahren und etliche wurden wegen Verhandlungsunfähigkeit eingestellt, sodass von 638 Verfahren nur 6,8 % rechtskräftig wurden.
Im Jahr 1983 erschien das Buch „Euthanasie“ im NS-Staat – Die „Vernichtung lebensunwerten Lebens“ von Ernst Klee, in dem das bis dahin wenig beachtete und tabuisierte Thema erstmals grundlegend aufgearbeitet wurde und das heute als Standardwerk gilt.
Ab 1987 setzte sich der Bund der „Euthanasie“-Geschädigten und Zwangssterilisierten für die Opfer ein. Die Deutsche Gesellschaft für Psychiatrie, Psychotherapie und Nervenheilkunde (DGPPN) begann erst 2010 ihre Geschichte aufzuarbeiten.

## Motive

„Die Freigabe der Vernichtung lebensunwerten Lebens“, Umschlag der zweiten Auflage von 1922

### Eugenische Ideologie
Einige Elemente der Nationalsozialistischen Rassenhygiene gehen auf schon um die Jahrhundertwende entwickelte Ideen der Eugenik zurück. Zu deren Vorreitern zählen Francis Galton (1822–1911) mit seiner Schrift Hereditary Genius, deutsch Genie und Vererbung, und Alfred Ploetz (1860–1940), Verfasser von Die Tüchtigkeit unserer Rasse und der Schutz der Schwachen. Die Grundlinien einer Rassenhygiene. Die Zwangssterilisation wurde etwa seit Beginn des 20. Jahrhunderts in vielen Ländern diskutiert und angewendet.
Der österreichische Psychologe Adolf Jost erörterte 1895 in Göttingen in seiner Schrift Das Recht auf den Tod, in welchen Fällen „der Tod eines Individuums sowohl für dieses selbst als auch für die menschliche Gesellschaft überhaupt wünschenswert“ sei.
Alfred Ploetz gehörte 1905 zu den Mitbegründern der Gesellschaft für Rassenhygiene, unter deren Mitgliedern der Erbbiologe Fritz Lenz, der „Rassenforscher“ Eugen Fischer, der Autor Gerhart Hauptmann, der sozialdemokratische Hygieniker Alfred Grotjahn, der Verleger Julius Friedrich Lehmann und der Botaniker Erwin Baur waren.
Der Jurist Karl Binding und der Psychiater Alfred Hoche fanden 1920 mit ihrer Schrift Freigabe zur Vernichtung lebensunwerten Lebens, die 1927 vom Chirurgen Max Krabbel kommentiert wurde, Eingang in die akademische Diskussion.
Der Grundriss der menschlichen Erblichkeitslehre und Rassenhygiene (1921), in späteren Auflagen „Menschliche Erblichkeitslehre und Rassenhygiene“, von Eugen Fischer, Erwin Baur und Fritz Lenz, diente den Nationalsozialisten als Begründungen.
Hermann Simon, Anstaltsleiter der Provinzialheil- und Pflegeanstalt Gütersloh, definierte 1931 als den Personenkreis angeblich Minderwertiger Körperschwache, Kränkliche, Schwächlinge, Schwachsinnige, Krüppel, Geisteskranke und kam zu dem Schluss: „Es wird wieder gestorben werden müssen.“
Ernst Rüdin, einer der wichtigsten Vertreter der deutschen Psychiatrie, forderte 1934: „Dem hohen Zuchtziel einer erbgesunden, begabten, hochwertigen Rasse muß der Psychiater dienstbar sein.“

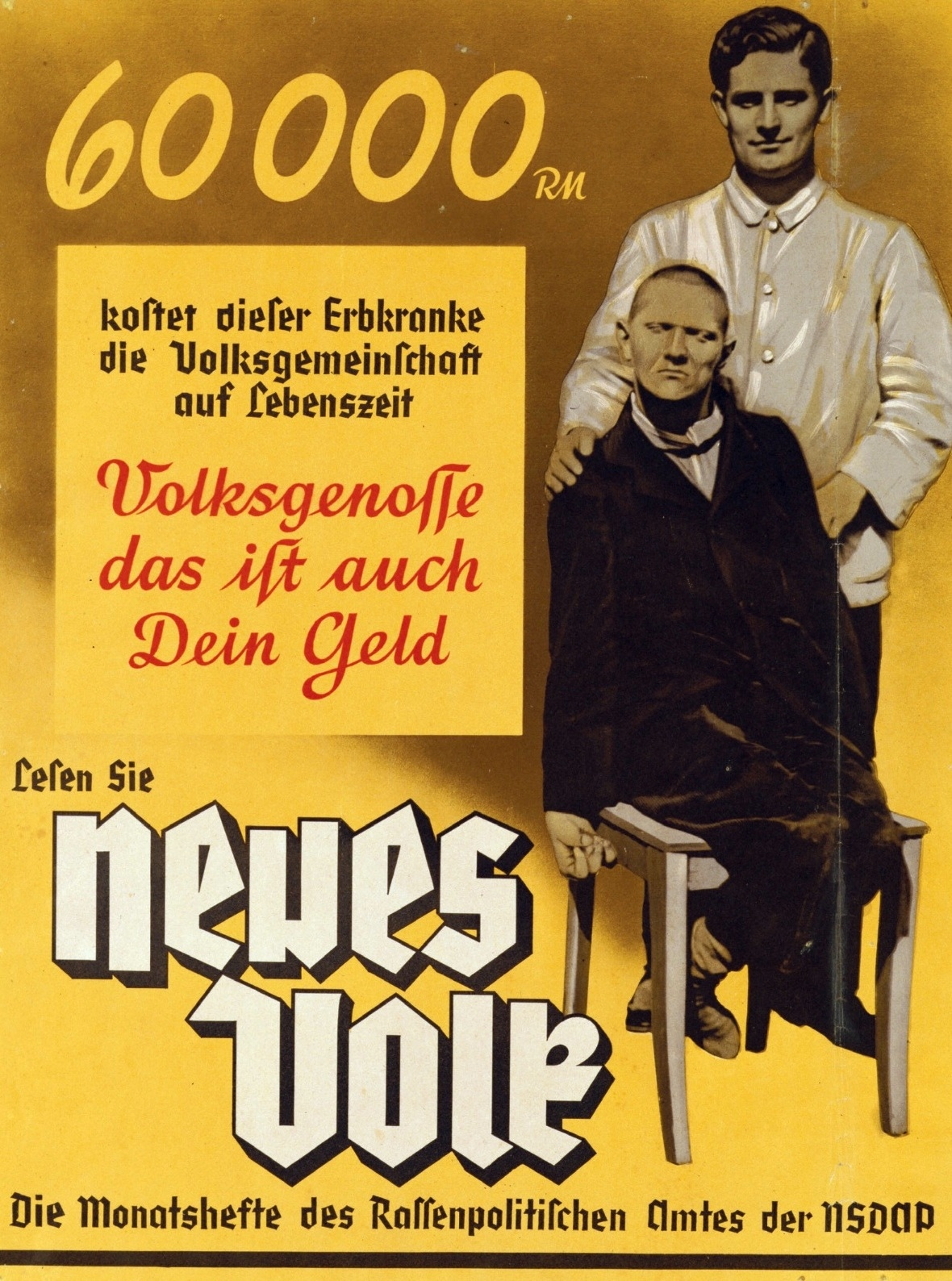
Plakat der NS-Zeitschrift Neues Volk mit eugenischer Propaganda

Von 1935 bis 1937 ließ das Rassenpolitische Amt der NSDAP unter anderem in der Anstalt Arnsdorf eine Reihe von Propagandafilmen drehen, darunter „Erbkrank“, „Alles Leben ist Kampf“, „Das Erbe“ und „Opfer der Vergangenheit“.
Paul Nitsche, psychiatrischer Leiter beim Massenmord, erklärte: „Es ist doch herrlich, wenn wir in den Anstalten den Ballast los werden und nun wirklich richtige Therapie treiben können.“
Der deutsche Propaganda-Spielfilm „Ich klage an“ von Wolfgang Liebeneiner, der am 29. August 1941 uraufgeführt wurde, warb für den von dem nationalsozialistischen Staat begangenen Mord an kranken Menschen. Der Propaganda-Film „Dasein ohne Leben“ aus dem Jahr 1942 unter Regie von Hermann Schwenninger wurde nur einem ausgewählten Personenkreis gezeigt.

### Rassismus und Antisemitismus
Jüdische Anstaltsinsassen „nicht deutschen oder artverwandten Blutes“ wurden ab 1940 und damit bereits zwei Jahre vor der eigentlichen „Endlösung der Judenfrage“ Opfer einer antisemitisch motivierten Ermordung, unabhängig von einer medizinischen Diagnose.
Die tödliche Selektion der Anstaltsinsassen betraf neben den Juden auch Langzeitpatienten, Vorbestrafte, „Zigeuner“ und allgemein Ausländer speziell nichteuropäischer Herkunft.

### Kriegswirtschaftliche Gründe
Während des Zweiten Weltkrieges ging es um die Schaffung von Bettenkapazitäten für Lazarett- und Krankenhauszwecke. Unter anderem wiesen Krankenhäuser durch Bombentreffer Zerstörungen auf. Ein weiterer Hintergrund war die Lebensmittelknappheit. Dies war ein Grund für die Aktion Brandt.
Am 3. April 1940 unterrichtete Viktor Brack den Deutschen Gemeindetag über die angelaufenen Tötungsaktionen. Eugen Wörner, Oberbürgermeister von Plauen, notierte über die Rede Bracks: „In den vielen Pflegeanstalten des Reichs sind viele unheilbar Kranke jeder Art untergebracht, die der Menschheit überhaupt nichts nützen, vielmehr nur zur Last fallen, unendliche Kosten der Verpflegung verursachen, und dabei ist keinerlei Aussicht vorhanden, daß diese Menschen je wieder gesund werden können. Sie vegetieren, wie die Tiere, sind asoziale, lebensunwerte Menschen (…). Sie nehmen nur anderen Menschen Nahrung weg und bedürfen oft der zwei- und dreifachen Pflege. Vor diesen Menschen müssen die übrigen Menschen geschützt werden. Wenn man heute schon Vorkehrungen für die Erhaltung gesunder Menschen treffen müsse, dann sei es um so notwendiger, daß man diese Wesen zuerst beseitigte, und wenn das vorerst nur zur besseren Erhaltung der in den Heil- und Pflegeanstalten untergebrachten heilbaren Kranken wäre. Den freiwerdenden Raum brauche man für alle möglichen kriegsnotwendigen Dinge: Lazarette, Krankenhäuser, Hilfskrankenhäuser. Im übrigen entlastet die Aktion die Gemeinden sehr, denn es fallen bei jedem einzelnen Falle die künftigen Unterhalts- und Pflegekosten weg.“

### Medizinische Forschung
Die Patienten sollten auch die medizinische Forschung voranbringen, unter anderem für die Erforschung von Infektionskrankheiten, Entwicklung von Impfstoffen und neurologische Untersuchungen an Gehirnen.
Julius Hallervorden berichtete: „Es war wunderbares Material unter diesen Gehirnen, Schwachsinnige, Missbildungen und frühe Kinderkrankheiten.“

### Familiäre Ursachen
Auch familiäre Probleme führten zu Einweisungen in den Bereich der beteiligten Anstalten – aber auch zu Versuchen, durch die dortige Unterbringung Gefährdete aus diesen Anstalten zu bringen.

## Maßnahmen zur Bekämpfung von Erbkrankheiten

### Gesetzgebung ab 1933
Ab 1933 wurden zunächst Vorschriften erlassen, welche die „Ausmerze“ von Erbkrankheiten zum Ziel hatten. Federführend bei der Gesetzgebung zu diesem Ziel war der Reichsminister des Innern Wilhelm Frick.
Das Gesetz, betreffend die Vereinfachung und Verbilligung der öffentlichen Verwaltung vom 27. April 1933 im Freistaat Oldenburg bewirkte die Senkung der Kosten der Versorgung der Anstaltskranken, wobei eine steigende Sterblichkeit in Kauf genommen wurde.
Das „Gesetz zur Verhütung erbkranken Nachwuchses“ vom 14. Juli 1933 (RGBl. 1933 I, 529) ermöglichte eine Zwangssterilisation von erbkranken Menschen. Es trat zum 1. Januar 1934 in Kraft und wurde am 1. Januar 1940 auch in der „Ostmark“ eingeführt. Erbkrank im Sinne dieses Gesetzes war, wer an einer der folgenden Krankheiten litt:
1. angeborenem Schwachsinn,
2. Schizophrenie,
3. zirkulärem (manisch-depressivem) Irresein,
4. erblicher Fallsucht,
5. erblichem Veitstanz (Huntingtonsche Chorea),
6. erblicher Blindheit,
7. erblicher Taubheit,
8. schwerer erblicher körperlicher Mißbildung.

Ferner konnte unfruchtbar gemacht werden, wer an schwerem Alkoholismus litt.
Zugleich wurde das „Gesetz gegen gefährliche Gewohnheitsverbrecher und über Maßregeln der Sicherung und Besserung“ beschlossen. Bei beiden Gesetzen ging man davon aus, dass sowohl „Schwachsinn“ als auch die Anlagen zum Verbrecher erblich bedingt seien.
Durch das „Gesetz zur Änderung des Gesetzes zur Verhütung erbkranken Nachwuchses“ vom 26. Juni 1935 (RGBl. 1935 I, 773) wurde der Schwangerschaftsabbruch bei diagnostizierter Erbkrankheit legalisiert. Hinzu kamen neben der schon bestehenden medizinischen Indikation 1938 die „rassische Indikation“ und 1943 die „ethische Indikation“.
In einem weiteren Schritt wurde mit dem „Gesetz zum Schutze der Erbgesundheit des deutschen Volkes“ vom 18. Oktober 1935 (RGBl. 1935 I, 1246) ein Eheverbot für Menschen mit Erbkrankheiten im Sinne des Gesetzes zur Verhütung erbkranken Nachwuchses eingeführt.
Am 22. Juni 1938 ordnete das Reichsinnenministerium bezüglich der Unterbringung von Juden in Krankenanstalten an, Juden von Nicht-Juden zu trennen, „daß die Gefahr von Rassenschande vermieden wird“.

### „Gnadentod“ für unheilbar Kranke ab 1939
Für die NS-Krankenmorde gab es keine gesetzliche Grundlage. Mord und Totschlag waren dem Reichsstrafgesetzbuch auch in der Zeit des Nationalsozialismus strafbar, ebenso die Tötung auf Verlangen.
Dennoch plante Hitler, sog. Ballastexistenzen zu „erledigen“. Da er jedoch den Widerstand der Kirchen erwartete, wollte er diese erst nach der Kriegserklärung durchführen. Er soll 1935 zum damaligen Reichsärzteführer Gerhard Wagner gesagt haben, dass er erst dann, „wenn ein Krieg sein soll ...diese Euthanasiefrage aufgreifen und durchführen werde“, weil „Widerstände, die von kirchlicher Seite zu erwarten (sind), in dem allgemeinen Kriegsgeschehen nicht dieselbe Rolle spielen würden wie sonst“.
Bereits seit dem Runderlass des Reichsministeriums des Inneren (RmdI) vom 18. August 1939 mussten Hebammen und Ärzte, denen Kinder in Ausübung ihrer Berufstätigkeit bekannt wurden, die verdächtig waren, „mit schweren angeborenen Leiden behaftet zu sein,“ eine Meldung an das zuständige Gesundheitsamt erstatten. Dazu zählten
1. Idiotie sowie Mongolismus (besonders Fälle, die mit Blindheit und Taubheit verbunden sind),
2. Mikrocephalie,
3. Hydrocephalus schweren bzw. fortschreitenden Grades,
4. Missbildungen jeder Art, besonders Fehlen von Gliedmaßen, schwere Spaltbildungen des Kopfes und der Wirbelsäule usw.,
5. Lähmungen einschließlich Littlescher Erkrankung[18]

Im Oktober 1939 beauftragte Hitler dann mit einem auf den 1. September 1939, den Tag des Kriegsbeginns, zurückdatierten privaten Schreiben den Leiter der KdF Philipp Bouhler und Hitlers Begleitarzt Karl Brandt als medizinischen Ansprechpartner, noch zu bestimmenden Ärzten die Befugnis zu erteilen, als „Euthanasie“ bezeichnete Tötungen von „lebensunwertem Leben“ durchführen zu können: „Reichsleiter Bouhler und Dr. med. Brandt sind unter Verantwortung beauftragt, die Befugnisse namentlich zu bestimmender Ärzte so zu erweitern, dass nach menschlichem Ermessen unheilbar Kranken bei kritischster Beurteilung ihres Krankheitszustandes der Gnadentod gewährt werden kann.“

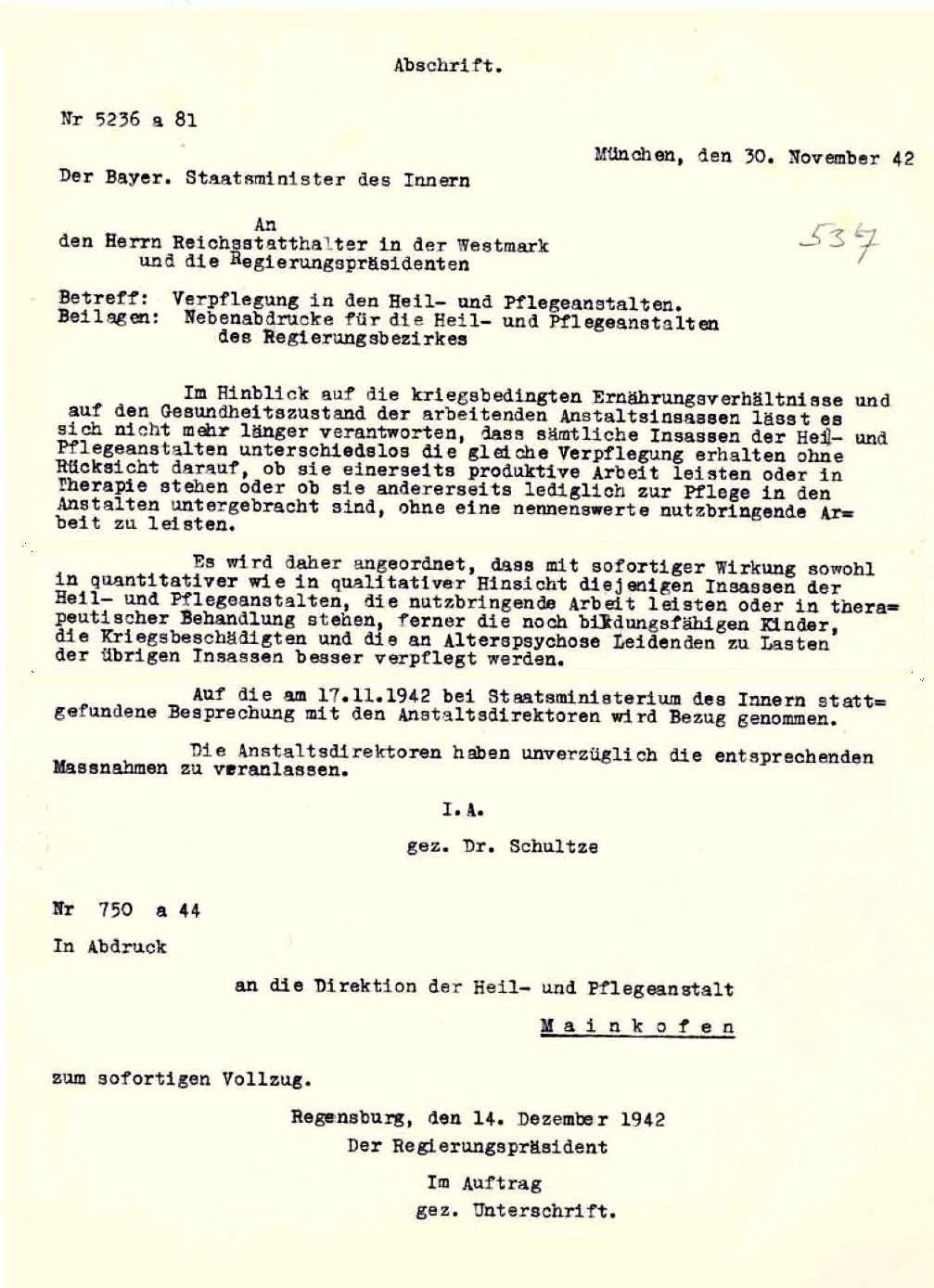
Hungerkost-Erlass vom 30. November 1942

Mit Runderlass vom 9. Oktober 1939 der von Leonardo Conti geleiteten Abteilung IV des Reichsministeriums des Innern wurden die in Frage kommenden Heil- und Pflegeanstalten zur Benennung bestimmter Patienten mittels Meldebögen aufgefordert, auf denen detaillierte Angaben zu Krankheit und Arbeitsfähigkeit zu machen waren. In einem beiliegenden Merkblatt waren folgende Kriterien angegeben:
- Schizophrenie, Epilepsie, Encephalitis, Schwachsinn, Paralyse, Chorea Huntington, Menschen mit seniler Demenz oder anderen neurologischen Endzuständen, wenn sie nicht oder nur noch mit mechanischen Arbeiten beschäftigt werden konnten.
- Menschen, die schon länger als fünf Jahre in der Anstalt waren.
- Kriminelle „Geisteskranke“.
- Menschen, die nicht die deutsche Staatsangehörigkeit besaßen oder nicht „deutschen oder artverwandten Blutes“ waren.

Am 15. April 1940 wurde ein Erlass des Reichsinnenministers veröffentlicht, welcher die Erfassung aller jüdischen Anstaltsinsassen „binnen dreier Wochen“ forderte.
Am 12. Dezember 1940 erfolgte die Anordnung des Reichsinnenministeriums, alle Juden aus Heil- und Pflegeanstalten in die Anstalt Bendorf-Sayn bei Koblenz zu verlegen.
Der Hungerkost-Erlaß des Bayerischen Staatsministers des Inneren vom 30. November 1942 belegt, dass man ab diesem Zeitraum auch tausende von Patienten gezielt verhungern ließ.

### Entwürfe für ein NS-„Euthanasie“-Gesetz (1939/1940)
Nach der Präambel zu den von Theo Morell, Hans Heinrich Lammers und der Kanzlei des Führers ausgehenden Entwürfen für ein Gesetz über die Gewährung von Sterbehilfe bei unheilbaren Kranken und Lebensunfähigen lag „die Erhaltung des Lebens von Menschen, die eine Beendigung ihres unheilbaren Leidens oder wegen unheilbarer chronischer Geisteskrankheit oder Geistesschwäche eine Erlösung herbeisehnen,“ nicht im Interesse des nationalsozialistischen Staates.
Diesen Menschen sollten daher „auf ihr ausdrückliches Verlangen mit Genehmigung eines besonders ermächtigten Arztes aktive Sterbehilfe durch einen Arzt erhalten, um ihnen dadurch weitere sinnlose Qualen zu ersparen.“ Das Leben eines Menschen, „der infolge abnormer Anlage oder unheilbarer chronischer Geisteskrankheit dauernder Verwahrung bedarf und im Leben nicht zu bestehen vermag,“ sollte „durch ärztliche Maßnahmen schmerzlos unmerklich für ihn vorzeitig beendet werden.“
Ein entsprechendes Gesetz zur Durchführung der Krankenmorde, beraten insbesondere von Ärzten, die als Planer, Gutachter oder als „Tötungsärzte“ entweder direkt mit der „Kindereuthanasie“ bzw. der „Aktion T 4“ befasst waren oder sie als Medizinalbeamte durchführen halfen sowie Reinhard Heydrich und Fritz Lenz kam indessen nicht zu Stande.
Bereits im Zuge der Beratungen der Amtlichen Strafrechtskommission von 1933 bis 1936 war auch über die Tötung auf Verlangen von Schwerkranken und über die „Vernichtung lebensunwerten Lebens“ diskutiert, die Entkriminalisierung beider Formen aber abgelehnt worden.

## Umsetzung und Folgen

### Zwangssterilisationen
Insgesamt wurden bis zu 400.000 Männer und Frauen zwangssterilisiert.
Bei den Zwangssterilisationen kamen über 6.000 Menschen zu Tode.

### „Kinder-Euthanasie“
In der Zeit von 1939 bis 1945 wurden in sog. Kinderfachabteilungen mindestens 5000 geistig oder körperlich beeinträchtigte Säuglinge und Kleinkinder getötet.

### „Aktion T4“
In einer Villa in der damaligen Tiergartenstraße 4 in Berlin-Mitte war die Bürozentrale für die Leitung der Ermordung behinderter Menschen im gesamten Deutschen Reich untergebracht.
In den erhaltenen zeitgenössischen Quellen findet sich die Bezeichnung Aktion T4 nicht. Dort wurde der Begriff Aktion – oder auch mit einem vorangestellten Kürzel für Euthanasie (Eu-Aktion bzw. nur E-Aktion) – verwendet.
Im Gebiet des Deutschen Reiches wurden zwischen 1939 und 1941 sechs Tötungsanstalten errichtet.
Die Zwischenanstalten dienten dabei dem Zweck der Verschleierung des Todesorts und Todeszeitpunkts: Das Personal der Pflegeanstalten durfte die Patienten nur bis dort begleiten. Von dort aus wurden die Patienten zu den Tötungsanstalten transportiert.
Das Gas wurde von den IG Farben Ludwigshafen geliefert. Das Zahngold der Ermordeten wurde von der Degussa verarbeitet. Die Gehirne wurden im Kaiser-Wilhelm-Institut für Hirnforschung in Berlin und im Kaiser-Wilhelm-Institut für Psychiatrie in München (beide heute Max-Planck-Institute) untersucht.
Zu den Ermordeten gehörten etwa 5.000 ehemalige Heeressoldaten, die aufgrund der im Ersten Weltkrieg erlittenen schweren psychosozialen Störungen in Heilanstalten lebten und bei deren Auflösung zur Ermordung in die Tötungsanstalten deportiert wurden.
Am 24. August 1941 wurde der fernmündlich von Hitler angewiesene „Euthanasie-Stopp“ verfügt.
| T4-Tötungsanstalt | Ort                      | Heutiges Bundesland | Zeitraum          | Zeitraum       |
| T4-Tötungsanstalt | Ort                      | Heutiges Bundesland | von               | bis            |
| ----------------- | ------------------------ | ------------------- | ----------------- | -------------- |
| Grafeneck         | Gomadingen               | Baden-Württemberg   | 20. Januar 1940   | Dezember 1940  |
| Brandenburg       | Brandenburg an der Havel | Brandenburg         | 8. Februar 1940   | Oktober 1940   |
| Hartheim          | Alkoven bei Linz         | Oberösterreich      | 6. Mai 1940       | Dezember 1944  |
| Sonnenstein       | Pirna                    | Sachsen             | Juni 1940         | September 1942 |
| Bernburg          | Bernburg (Saale)         | Sachsen-Anhalt      | 21. November 1940 | 30. Juli 1943  |
| Hadamar           | Hadamar bei Limburg      | Hessen              | Januar 1941       | 31. Juli 1942  |

Eine erhalten gebliebene interne T4-Statistik, die sogenannte Hartheimer Statistik, überliefert die in den Tötungsanstalten zwischen 1940 und 1. September 1941 durch Gas ermordeten Menschen.
| Anstalt         | 1940   | 1941 (bis 1. September) | Summe  |
| --------------- | ------ | ----------------------- | ------ |
| Grafeneck (A)   | 9.839  | —                       | 9.839  |
| Brandenburg (B) | 9.772  | —                       | 9.772  |
| Bernburg (Be)   | —      | 8.601                   | 8.601  |
| Hartheim (C)    | 9.670  | 8.599                   | 18.269 |
| Sonnenstein (D) | 5.943  | 7.777                   | 13.720 |
| Hadamar (E)     | —      | 10.072                  | 10.072 |
| Summe           | 35.224 | 35.049                  | 70.273 |

### Krankenmorde in besetzten Gebieten
Mit Beginn des Zweiten Weltkriegs begann auch der Massenmord an geistig und körperlich Behinderten in den von der Wehrmacht besetzten Gebieten. Der nationalsozialistische Krankenmord ist in seiner europäischen Dimension allerdings erst punktuell erforscht.

#### Sudetenland und Protektorat Böhmen und Mähren
Die Region wurde wegen der von den Nationalsozialisten hier vordringlich angestrebten ethnischen Homogenisierung früh in die Planung der zentralen Krankenmorde einbezogen. Zwischen 1942 und 1945 war die Situation nach der Reduzierung der Aufnahmekapazitäten und wegen kriegsbedingter Verlegungen aus dem „Altreich“ durch eine extreme Überbelegung und eine hohe Sterberate geprägt. Zahlreiche sudetendeutsche Patienten starben an den Folgen systematischer Mangelversorgung, viele wurden vermutlich auch medikamentös ermordet. Von übergeordneten Stellen wurde angeordnet, Tschechen und Staatenlose nicht in die Aktion T4 einzubeziehen.

#### Polen
Am 1. September 1939 begann der deutsche Überfall auf Polen. Der Feldzug endete am 6. Oktober 1939. Fast zeitgleich fand die Sowjetische Besetzung Ostpolens statt. Ab dem 22. Juni 1941 wurde im Zuge des Deutsch-Sowjetischen Kriegs auch der Rest von Polen durch deutsche Truppen besetzt.
Am 27. September 1939 kam es in Neustadt in Westpreußen (poln. Wejherowo) zum ersten Massaker an Psychiatriepatienten im deutsch besetzten Polen, dem Krankenmorde in vielen weiteren Anstalten folgten.
Noch im Herbst 1939 wurden aus Pommern deutsche Kranke durch die dortigen Anstaltsleiter selektiert und zur Erschießung ins deutsch besetzte Westpreußen gebracht.
Durch SS und Gestapo wurden in Schwetz an der Weichsel und Koczborwo/Konradstein, einem Ortsteil von Preußisch Stargard, Anstaltsinsassen ermordet.
Im Fort VII in Posen wurden im Oktober 1939 ebenso wie im Januar 1940 in Brandenburg/Havel Versuche zur Tötungsmethode ausgeführt.
In Chełm (Cholm) richtete die Zentraldienststelle T4 ein Sonderstandesamt ein, in dem die Opfer der frühen Krankenmorde in Ostpreußen sowie ermordete jüdische Patienten beurkundet wurden.
Das Sonderkommando Lange unter Herbert Lange ermordete 1939/40 mehr als 6000 polnische und deutsche Patienten mittels Gaswagen im Warthegau und Westpreußen.
Das SS-Wachsturmbann Eimann ermordete 1939/40 im Massaker von Piaśnica unter anderem auch Patienten aus pommerschen und ostpreußischen Anstalten.
Insgesamt fielen etwa 15.000 Menschen in 20 Anstalten der Euthanasie zum Opfer.
Die Hauptkommission zur Untersuchung der deutschen Verbrechen in Polen ermittelte folgende Zahlen zu den Krankenmorden:
| Einrichtung                                                                                | Ort                                                                               | Tag der Vernichtung                                | Zahl der Opfer |
| ------------------------------------------------------------------------------------------ | --------------------------------------------------------------------------------- | -------------------------------------------------- | -------------- |
| Provinzial-Irren-Heilanstalt zu Owinsk                                                     | Owińska (deutsch: Owinsk, von 1943 bis 1945 Treslau)                              | 15. September 1939 – 10. Dezember 1939             | 1100           |
| Szpital Dziekanka w Gnieźnie (Psychiatrische Heilanstalt Gnesen, Gauheilanstalt Tiegenhof) | Dziekanka (deutsch: Dekanat, von 1939 bis 1945 Tiegenhof)                         | Dezember 1939                                      | 595            |
| Szpital Dziekanka w Gnieźnie (Psychiatrische Heilanstalt Gnesen, Gauheilanstalt Tiegenhof) | Dziekanka (deutsch: Dekanat, von 1939 bis 1945 Tiegenhof)                         | Januar 1940                                        | 448            |
| Szpital Dziekanka w Gnieźnie (Psychiatrische Heilanstalt Gnesen, Gauheilanstalt Tiegenhof) | Dziekanka (deutsch: Dekanat, von 1939 bis 1945 Tiegenhof)                         | Juni 1940                                          | 158            |
| Pflegeanstalt Kosten/Warthegau                                                             | Kościan (deutsch: Kosten)                                                         | Januar 1940                                        | 534            |
| Landesanstalt für psychisch Kranke Konradstein                                             | Kocborowo (deutsch: Konradstein), Starogard Gdański (deutsch: Preußisch Stargard) | 29. Oktober 1939 19. Dezember 1939                 | 2342           |
|                                                                                            | Świecie (deutsch: Schwetz an der Weichsel)                                        | Oktober 1939                                       | 1350           |
| Psychiatrisches Krankenhaus Kochanówka                                                     | Kochanowka                                                                        | 13.–15. März 1940 27.–29. März 1940 September 1941 | 692            |
|                                                                                            | Warta (bei Sieradz)                                                               | 2.–4. April 1940                                   | 499            |
|                                                                                            | Gostynin                                                                          | 3. Februar 1940 3. Juni 1940                       | 48             |
| 9. Juni 1941                                                                               | Gostynin                                                                          | 59                                                 |                |
|                                                                                            | Chalin                                                                            | 12. Januar 1940                                    | 440            |
| Szpital Psychiatryczny w Choroszczy                                                        | Choroszcz                                                                         | September 1941                                     | 464            |
|                                                                                            | Kobierzyce                                                                        | 23. April 1942                                     | 500            |
| Sanatorium Zofiówka                                                                        | Otwock                                                                            | September 1942                                     | 500            |
| Heil- und Pflegeanstalt Loben                                                              | Lubliniec (deutsch: Lublinitz)                                                    | September 1942 Juni 1944                           | 221            |
|                                                                                            | Wilno                                                                             | 1941–1944                                          | 900            |
|                                                                                            | Kulparków                                                                         | 1941–1944                                          | 2000           |
| Gesamt:                                                                                    | Gesamt:                                                                           | Gesamt:                                            | 12.850         |

Nach dem offiziellen Ende der Aktion im Reichsgebiet wurden für in der NS-Tötungsanstalt Brandenburg ermordete jüdische und andere Kranke in der zu diesem Zeitpunkt bereits geschlossenen Irrenanstalt Cholm, Post Lublin, Sterbeurkunden erstellt.

#### Sowjetunion
In den besetzten sowjetischen Gebieten gab es keine systematische Mordaktion an Kranken. Dennoch wurden zahlreiche insbesondere jüdische behinderte und kranke Menschen ermordet.
- Die SS ermordete Patienten in der Anstalt Makar’evo.[37]
- In Šumjači (Gebiet Smolensk) wurden behinderte Kinder ermordet.
- In der Anstalt für geisteskranke Kinder von Červen bei Minsk kam es zum Massenmord.[37]
- Am 13. und 14. Juni 1942 wurden 113 Behinderte in Isakovo bei Vjaz’ma erschossen.[37]
- Bis zum 12. November 1941 wurden 800 Insassen der Anstalt Igrin in Dnepropetrowsk ermordet.[37]
- In der Anstalt in Cherson wurden etwa 1000 Insassen ermordet.[37]
- In der psychiatrischen Anstalt von Kursk mit 1500 Insassen wurde das Personal gezwungen, die nicht arbeitsfähigen Insassen zu töten. 400 Menschen verhungerten, etwa 600 wurden durch Giftspritzen getötet. Die Überlebenden wurden in mindestens fünf Massenerschießungen bis Herbst 1942 ermordet.[37]
- Etwa 230 bis 240 Patientinnen wurden in einer Anstalt im ehemaligen Kloster Makarevskaja Pustin durch Einsatzgruppen der Sicherheitspolizei und des SD ermordet.
- In Nicol’skoje westlich von Krasnogwardeisk wurden etwa 1.200 Patienten der Kaščenko-Klinik im November 1941 von den Einsatzgruppen ermordet.[40][41]
- In Winniza in der Ukraine wurden zunächst die Nahrungsmittel reduziert. Im Herbst 1941 wurden 800 Kranke erschossen und 700 weitere durch Gift umgebracht.[42]

#### Baltikum
Die baltische Bevölkerung wurde aus „rassischen“ Gründen von den Nationalsozialisten als Verbündete gegen den Bolschewismus betrachtet.
Am 28. August 1941 wurden jedoch 448 Patienten in Daugavpils, Lettland, von SS-Einheiten erschossen.

#### Frankreich
Während deutsche Ärzte und Psychiater der „Euthanasie“ durchaus zustimmten und eugenische Theorien auch in Frankreich verbreitet waren, konnten sie sich hier jedoch letztlich nicht gegen humanistische Ideen durchsetzen. Das Vichy-Regime versuchte jedoch erfolglos, den Hungertod vieler Patienten zu verhindern.

#### Niederlande
Jüdische Patienten wurden anfangs vor die Wahl zwischen Zwangssterilisation und Deportation gestellt. Noch nicht hinreichend erforscht ist die Frage, ob es neben den Opfern von Mangelversorgung auch gezielte Krankenmorde gab und inwieweit eugenisches Gedankengut unter niederländischen Psychiatern verbreitet war.

#### Italien
Trotz der bis 1943 bestehenden Bündnisbeziehung zu Italien gerieten Patienten aus Südtirol im Rahmen der von den Nationalsozialisten initiierten Umsiedlungsprozesse (Option in Südtirol) in den Aktionsradius der NS-Psychiatrie. Die meisten wurden zwar durch Meldebögen erfasst, aber unter Vorbehalt gestellt und schließlich doch von den systematischen Tötungen ausgenommen.

### „Aktion 14f13“
Die Tötung „kranker“ und „nicht mehr arbeitsfähiger“ KZ-Häftlinge bis Ende des Krieges in drei der ehemaligen Tötungsanstalten der „Aktion T4“ (Bernburg, Sonnenstein, Hartheim) wurde nach dem hierfür verwandten Aktenzeichen als „Aktion 14f13“ oder auch „Sonderbehandlung 14f13“ benannt. Sie begann im April 1941.
Nach Befehl vom 11. April 1944 wurden weder Meldebogen erstellt noch Häftlinge durch Ärztekommissionen selektiert; die Auswahl der Opfer unterlag ab dann ausschließlich den Lagerverwaltungen, also in der Regel den Lagerärzten.
Es wurden etwa 20.000 Häftlinge im Zeitraum 1941 bis 1944 ermordet.

### „Aktion Brandt“
Mit der „Aktion Brandt“ (nach Karl Brandt, Begleitarzt Hitlers, ab 28. Juli 1942 Bevollmächtigter für das Sanitäts- und Gesundheitswesen sowie ab 5. September 1943 Leiter des gesamten medizinischen Vorrats- und Versorgungswesens des „dritten Reichs“) wurden ab 1943 Heil- und Pflegeanstalten für den infolge des zunehmenden Luftkriegs steigenden Bedarf von Ausweichkrankenhäusern in Beschlag genommen. Die Patienten wurden in besonderen Anstalten konzentriert, die in der Mitte des Reichs oder im Osten lagen. Durch gezielte Tötungen mit überdosierten Medikamenten oder Verhungernlassen durch Unterernährung wurde deren Zahl immer weiter drastisch reduziert. Diese Phase nach dem „offiziellen“ Ende der „Euthanasie“ im August 1941 wurde auch als „wilde Euthanasie“ bezeichnet.
Sie bedeutete die Ermordung von etwa 30.000 Menschen.

### Häftlingslazarette und Krankenreviere in Lagern
In Häftlingslazaretten und Krankenrevieren der Lager des Reiches wurden als arbeitsunfähig eingestufte Kranke planmäßig gesundheitlich vernachlässigt, selektiert und ermordet. Im KZ Sachsenhausen wurde das Krankenrevier vor allem ab 1942 zum Ort gezielter „Vernichtung“, wobei erste systematische Selektionen zur „Säuberung des Krankenbaus von chronisch Kranken“ schon für den Oktober 1941 nachweisbar sind.
(Fiktive) Krankenstationen dienten auch zur Verschleierung der Tötung von Gefangenen: Im Vernichtungslager Belzec wurden transportunfähige Menschen nach dem Eintreffen im Lager in einen als Krankenstation getarnten Bereich abgesondert und dort sofort erschossen.
Etwa 1000 Menschen, die als kriminelle Geisteskranke klassifiziert worden waren, wurden von psychiatrischen Anstalten in Konzentrationslager verbracht und durch das Programm Vernichtung durch Arbeit getötet.
Im KZ Ravensbrück wurden unter Missachtung medizinisch-ethischer Grundsätze Humanexperimente durchgeführt, bei denen Versuchspersonen Wunden beigebracht und diese gezielt infiziert wurden, um die Wirksamkeit von Sulfonamiden zu untersuchen.

### Menschenversuche in Heil- und Pflegeanstalten
In den Wittenauer Heilstätten und in der Anstalt Kaufbeuren wurden behinderte Kinder künstlich mit Tuberkulose infiziert. Georg Hensel, Leiter der Versuche, hatte schon zuvor in seiner Habilitationsschrift von 1940 erklärt: „Da mit dieser Art der Schutzimpfung beim Menschen ein Neuland betreten wurde, erscheint es selbstverständlich, daß für die Vakzination vorläufig nur Säuglinge in Frage kommen, die schwere körperliche und geistige Mißbildung aufweisen und deren Lebenserhaltung für die Nation keinen Vorteil bedeutet.“ Ähnliche Experimente wurden auch am Spiegelgrund an Kindern durchgeführt.
In der NS-Tötungsanstalt Brandenburg in Brandenburg an der Havel war Julius Hallervorden im Herbst 1940 bei der Vergasung ausgewählter Kinder anwesend, um am Tatort die Gehirne herauszuschneiden. Seine Arbeit wurde von der Deutschen Forschungsgemeinschaft (DFG) gefördert. Am 8. Dezember 1942 berichtete er, dass er „im Laufe dieses Sommers 500 Gehirne von Schwachsinnigen selbst sezieren“ konnte. Nach dem Kriege ist Hallervorden Abteilungsleiter am Max-Planck-Institut für Hirnforschung. Hans Heinze, Leiter der „Kinderfachabteilung“ und Direktor der benachbarten Landesanstalt Görden, wurde später Leiter der Jugendpsychiatrie im Landeskrankenhaus Wunstorf.
Von der „Kinderfachabteilung“ in Heil- und Pflegeanstalt Loben im heutigen Lubliniec wurden Gehirne und Rückenmark getöteter Kinder und Jugendliche an Viktor von Weizsäcker, Neurologisches Forschungsinstitut Breslau, geschickt. Die Jugendpsychiaterin Elisabeth Hecker, Leiterin der Aufnahmestation der Anstalt und der Selektion der Patienten nach „sozialer Brauchbarkeit“, berichtete: „Ich darf wohl nur andeutungsweise darauf hinweisen, welch gut untersuchtes Material auf der Pflegestation zusammenkommt, wenn nach dem Tode der Kinder das Gehirn durch das neurologische Forschungsinstitut in Breslau untersucht wird.“ Elisabeth Hecker wurde 1965 mit dem Aufbau der Westfälischen Klinik für Jugendpsychiatrie in Hamm beauftragt. Die Ermittlungen gegen sie wurden 1974 eingestellt.
Die IG Farben Höchst kooperierte mit der hessischen Anstalt Eichberg, um Präparate an Patienten zu testen.
In der bayerischen Anstalt Günzburg betrieb die IG Farben Ludwigshafen ein eigenes Versuchslabor für Menschenversuche.
In der Anstalt Arnsdorf injizierte Direktor Wilhelm Sagel Patienten Malaria in Kooperation mit dem Hygieniker Gerhard Rose vom Robert Koch-Institut und mit Bayer Leverkusen. Getestet wurde Sontochin. Bis August 1942 waren bereits 110 Patienten mit Malaria tertiana infiziert.
Der Neurologe Georg Schaltenbrand übertrug den Liquor von an Multiple Sklerose erkrankten Patienten auf Affen und injizierte in der Anstalt Werneck den Liquor der Affen auf Patienten. Im Oktober 1940 wurden die Patienten schließlich zur Ermordung durch Gas abtransportiert. Georg Schaltenbrand war 1953 bis 1954 Vorsitzender der Deutschen Gesellschaft für Neurologie.

### „Wilde Euthanasie“, Tötungen durch Mangelkost, Misshandlung und Vergiftung
Ab 1935 wurden in der „Heil- und Pflegeanstalt Wehnen“ Patienten, die von der Klinikleitung als „lebensunwert“ kategorisiert worden waren, systematisch einer „Hunger-Euthanasie“ ausgesetzt, deren Ziel ein relativ langsamer, aber voraussichtlich „erfolgreicher“ Sterbeprozess war. Für den „Erfolg“ des „Wehnener Modells“ war es vor dem 1. September 1939 erforderlich, dass die Anstalt nur in Ausnahmefällen Patienten an andere Anstalten abgab. Diese Methode der Patiententötung war von der Führung der NSDAP nicht angeordnet worden, wurde aber von ihr geduldet.
Auf Schloss Sonnenstein ging die 1936 praktizierte Methode, chronisch kranken und arbeitsunfähigen Patienten eine „Sonderkost“ in Form einer fleischlosen und fettarmen Verpflegung zu verabreichen, auf die Initiative des Anstaltsleiters Paul Nitsche zurück. Die Kostenersparnis sollte (wie in Wehnen) den „Heilbaren“ zugutekommen. 1938 begann man mit dieser Form der Gewinnmaximierung auch in der Anstalt Arnsdorf.
Auch nach dem am 24. August 1941 verfügten „Euthanasie-Stopp“ wurden weiterhin zahlreiche Tötungen „lebensunwerter“ Menschen vorgenommen. Dabei wurde nach dem „Vorbild“ der oben angeführten Anstalten unter anderem eine gezielte Mangelernährung verabreicht. Bei einigen Opfern wurde aber auch durch Verabreichungen von Luminal oder Scopolamin der Tod schnell herbeigeführt.
Den genannten Formen der „wilden Euthanasie“ wurde durch den weiter oben schon erwähnten „Hungerkost-Erlaß“ des Bayerischen Staatsministers des Inneren vom 30. November 1942. nachträglich der Anschein von Rechtmäßigkeit verliehen.

## Kenntnis der Öffentlichkeit
Insbesondere gegen die Aktion T4 protestierten Eltern der Betroffenen, aber auch einige Heimleiter und Mitarbeiter der Heime, in denen die Opfer lebten.
Von katholischer Seite protestierten der quasi amtsenthobene Bischof der Diözese Rottenburg Joannes Baptista Sproll, der Bischof von Münster, Clemens August Graf von Galen, der Bischof von Berlin, Konrad Graf von Preysing, der Dompropst von Berlin, Bernhard Lichtenberg, der Kapitularvikar von Paderborn, Weihbischof Augustinus Philipp Baumann und der Bischof von Limburg, Antonius Hilfrich.
Von evangelischer Seite protestierten Paul Gerhard Braune, Theophil Wurm und Friedrich von Bodelschwingh.
Als einziger deutscher Richter prangerte Lothar Kreyssig aus Brandenburg an der Havel die Euthanasiemorde an. Als Vormundschaftsrichter hatte er bemerkt, dass sich nach einer Verlegung Nachrichten über den Tod seiner behinderten Mündel häuften. Im Juli 1940 meldete er seinen Verdacht, dass die Kranken massenhaft ermordet würden, dem Reichsjustizminister Franz Gürtner. Nachdem ihm mitgeteilt worden war, dass die Mord-Aktion in Verantwortung der Kanzlei des Führers ausgeführt werde, erstattete Kreyssig gegen Reichsleiter Philipp Bouhler Anzeige wegen Mordes. Den Anstalten, in denen Mündel von ihm untergebracht waren, untersagte er strikt, diese ohne seine Zustimmung zu verlegen. Kreyssig, der damit gerechnet hatte, sofort festgenommen zu werden, wurde lediglich in den Ruhestand versetzt.
Den Alliierten war die Aktion ab 1940 bekannt. Die Royal Air Force warf im September 1941 Flugblätter über dem Deutschen Reich ab („200 000 ‚Unbrauchbare‘“), in denen über Steinhof (Heil- und Pflegeanstalt in Wien) und Erwin Jekelius (T4-Gutachter bei Euthanasieverbrechen) berichtet wurde.
Nach Ansicht des Historikers Götz Aly wurden der Bruch der Geheimhaltung und die Beunruhigung der Bevölkerung mit Besorgnis registriert, zumal die Ausweitung des Krieges unmittelbar bevorstand.

## Aufarbeitung
Als es während der Morde zu Ermittlungen einzelner Staatsanwaltschaften kam, wurden bei der Schlegelberger-Konferenz in Berlin unter dem kommissarischen Reichsminister der Justiz Franz Schlegelberger im April 1941 Generalstaatsanwälte und Oberlandesgerichtspräsidenten über das Programm informiert und mündlich angewiesen, Strafanzeigen entgegen dem Legalitätsprinzip unbearbeitet dem Reichsjustizministerium vorzulegen. Damit sollte alles verhindert werden, was die reibungslose Durchführung des Mordprogramms behindern könnte. Der Bischof von Limburg Antonius Hilfrich protestierte am 13. August 1941 beim Reichsjustizminister gegen die planmäßige Ermordung und die Missachtung des § 211 StGB.

### Strafverfolgung
Frühe, von den Siegermächten des Zweiten Weltkriegs durchgeführte Prozesse gegen Verantwortliche der Anstalten stellten diejenigen, die „Euthanasie-Morde“ befohlen oder veranlasst hatten, strafrechtlich den unmittelbaren Tätern gleich, die danach todbringende Spritzen verabreichten. Der Verteidigung argumentierte, dass die Tötung psychisch Kranker nicht unbedingt unter das allgemeine Tötungsverbot falle. Schon die mittelalterlichen Scholastiker und andere Vordenker hätten die Tötung geistig und körperlich Kranker nicht für einen Widerspruch zur christlichen Ethik gehalten. Dem wurde von den Gerichten entgegengehalten, dass die Tötung offenkundig naturrechtswidrig sei. Auch die – behauptete oder nachgewiesene – Rettung einzelner Opfer führte nicht zum Freispruch. Gerichte werteten die Taten als Mord und verhängten harte Strafen, auch Todesurteile. So wurden Viktor Brack, Leiter des Hauptamtes II der KdF und Karl Brandt, Generalkommissar für das Sanitäts- und Gesundheitswesen und „Euthamsiebevollmächtigter“ im Nürnberger Ärzteprozess zum Tode verurteilt und am 2. Juni 1948 im Kriegsverbrechergefängnis Landsberg hingerichtet. Philipp Bouhler hatte am 10. Mai 1945 Suizid begangen.
Ab 1948/49 ist in Urteilen deutscher Gerichte eine geänderte Rechtsauffassung festzustellen. Während in den Verfahren bis 1949 noch zwei Drittel aller Verurteilten als Täter eingestuft worden waren, lag der Anteil der Tatgehilfen nach 1950 über 80 %.  Tätern wurde ein „möglicherweise unvermeidbarer Verbotsirrtum“ zugebilligt. Als „Gehilfen ohne eigenen Willensentschluss“ erhielten Angeklagte mildere Strafen. Mit der Tötungsentscheidung der T4-Zentrale sei bereits eine Entscheidung gefallen, und wenn danach einzelne Personen vom Arzt zurückgestellt wurden, konnte dies zum Freispruch führen. „Euthanasie-Prozesse“ der 1950er Jahre endeten häufig mit geringen Strafen oder Freisprüchen.
1965 leitete Fritz Bauer ein Ermittlungsverfahren gegen sechzehn hochrangige Juristen ein, die am 23./24. April 1941 an einer Besprechung in Berlin teilgenommen hatten. Dort hatten sie offiziell von der Tötung Geisteskranker erfahren und danach widerspruchslos die Anordnung befolgt, Strafanzeigen unbearbeitet ans Reichsjustizministerium abzugeben. Die Voruntersuchungen wurden 1970 eingestellt.
Viele Prozesse folgten erst spät in den 1970er/1980er Jahren. Neben dem Argument des Verbotsirrtums entstanden in der Rechtsprechung bis in die 1980er Jahre noch die Konstrukte der Pflichtenkollision und der Teilnahmelehre. Die „Pflichtenkollision“ ging davon aus, dass die Tötungen durch die „T4-“ Verantwortlichen angeordnet waren und der einzelne dem nachgehen musste, da er sonst selber Schaden genommen hätte. Gleichzeitig musste er der Pflicht nachkommen, Leben zu retten. Demnach gingen diejenigen straffrei aus, die nachweisen konnten, jemanden von den Todeslisten gestrichen zu haben. Das Argument der „Teilnahmelehre“ besagte, dass in letzter Konsequenz alle an den Morden Beteiligten nur Befehlsempfänger (Gehilfen) und allein Hitler, Himmler und Heydrich die Täter waren. So entgingen die nunmehr noch übrig gebliebenen Schreibtischtäter ihrer Bestrafung. Diejenigen, die Patienten in den Anstalten selbst getötet hatten, waren zu diesem Zeitpunkt schon verurteilt oder freigesprochen. Die Aufmerksamkeit wurde auf die bürokratischen Täter in den Planungs- und Verwaltungszentralen gerichtet. Etliche Verfahren wurden wegen Verhandlungsunfähigkeit wieder eingestellt (zum Beispiel gegen Horst Schumann, Heinrich Bunke, Georg Renno, Klaus Endruweit) oder die Täter erhielten nur geringe Haftstrafen (z. B. Aquilin Ullrich), wurden freigesprochen (z. B. Kurt Borm) oder sind nach kurzer Haft begnadigt worden (zum Beispiel Gorgaß). Andere wie Eberl oder Rudolf Lonauer entzogen sich durch Suizid einer Strafverfolgung. Von 438 „Euthanasie“-Strafverfahren, die bis 1999 eingeleitet wurden, endeten nur 6,8 % mit rechtskräftigen Urteilen, darunter zahlreichen Freisprüchen.
Der von Klara Nowak gegründete Bund der „Euthanasie“-Geschädigten und Zwangssterilisierten setzte sich ab 1987 für die Rehabilitierung und Entschädigung der Opfer und ihrer Angehörigen ein.

### Geschichtswissenschaft
Im Jahr 1948 veröffentlichte Alice Ricciardi ihren Bericht über Teilergebnisse des Nürnberger Prozesses: Die Tötung Geisteskranker in Deutschland.
In den 1970er Jahren erforschte Ernst Klee weitgehend als Privatperson die Aktion T4, seine Arbeiten machten die Verbreitung dieser Massenmorde öffentlich bewusst. Mit seinem Buch „Euthanasie im NS-Staat. Die Vernichtung lebensunwerten Lebens“ wurde er 1983 international bekannt. Seine Arbeiten führten in einer zweiten Forschungsphase in den 1980er und 1990er Jahren zu einer Vielzahl lokaler Initiativen.
Nach 1990 wurden rund 30.000 Krankenakten der T4-Dienststelle bei den Aktenbeständen des ehemaligen MfS der DDR entdeckt. Dadurch kam es zu neuen Impulsen einer systematischen Auswertung durch die Deutsche Forschungsgemeinschaft, weil erstmals in breitem Umfang Angaben zu den Opfern vorlagen.
Zu den frühen journalistischen Dokumentationen zählt Geregeltes Grauen von Ernst T. Mader (Bayerischer Rundfunk, Erstsendung am 7. November 1982) sowie Sichten und Vernichten von Ernst Klee im Hessischen Rundfunk, 1995.
Hans Helmut Hillrichs stellte 2004 fest: „Aktuellen Umfragen zufolge, unter anderem an der Berliner Humboldt-Universität, weiß kaum ein Medizinstudent, dass sich die deutsche Ärzteschaft weit mehr als die Durchschnittsbevölkerung nationalsozialistisch organisiert und engagiert hat.“
Die Deutsche Gesellschaft für Psychiatrie, Psychotherapie und Nervenheilkunde (DGPPN) begann erst 2010, als Frank Schneider den Vorsitz hatte, ihre Geschichte aufzuarbeiten.
Michael Hollmann, Präsident des Bundesarchivs, kritisierte am 31. Januar 2018 in Koblenz, dass es Widerstände von Angehörigenverbänden gebe, auch die Namen ermordeter Kranker und Behinderter zu veröffentlichen. Ingo Harms, Dozent an der Carl-von-Ossietzky-Universität Oldenburg im Ruhestand, der sich beruflich intensiv mit der Geschichte der Krankenmorde in der „Heil- und Pflegeanstalt Wehnen“ befasste, befürwortete im Jahr 2024 ohne relevanten Widerspruch die Aufstellung zweier Stelen mit den Namen aller 88 Getöteten aus dem Landkreis Vechta, die Opfer der „Hunger-Euthanasie“ in Wehnen geworden waren. In einem von ihm zusammen mit Axel Fahl-Dreger herausgegebenen Buch (siehe die Literaturliste) argumentierte Harms, die Herausreißung der Getöteten aus der Anonymität gebe ihnen ihre Menschenwürde zurück. Die Falldarstellungen in dem Buch zeigen zudem auf, dass die Angst von Angehörigen, sie selbst könnten als „erbkrank“ eingestuft werden, grundlos sei. Diese Kategorie sei unwissenschaftlich und ein Baustein der NS-Ideologie, der letztlich begründen sollte, warum es legitim sei, „lebensunwertes Leben“ zu vernichten. So sei beispielsweise Albert Warnking deshalb dem Hungertod ausgesetzt worden, weil die hierbei Mitwirkenden nicht angemessen mit seiner Gehörlosigkeit umgehen konnten oder wollten. Albert Warnking war ein Onkel Matthias Warnkings, des Geschäftsführers des Andreaswerks, welches die Errichtung der Gedenkstätte in Vechta managete.

### Gedenkstätten
Die Ausstellung Erfasst, verfolgt, vernichtet: Kranke und behinderte Menschen im Nationalsozialismus wurde 2014 im Deutschen Bundestag unter der Schirmherrschaft von Bundespräsident Joachim Gauck als Wanderausstellung der Deutschen Gesellschaft für Psychiatrie und Psychotherapie, Psychosomatik und Nervenheilkunde (DGPPN) in Kooperation mit der Stiftung Denkmal für die ermordeten Juden Europas und der Stiftung Topographie des Terrors eröffnet, die seither national wie international an vielen Standorten zu sehen war.

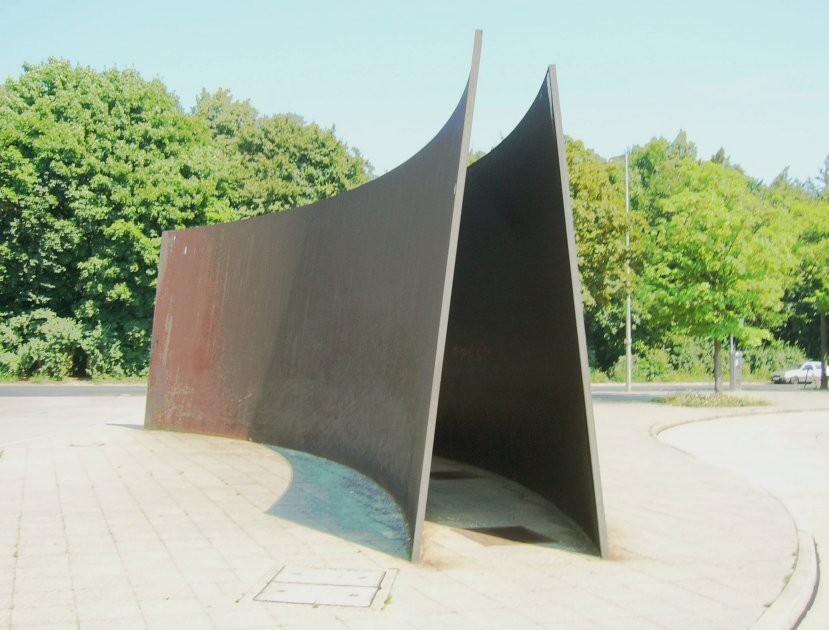
Berlin Curves, Stahl, 1986

Am historischen Ort der Tiergartenstraße 4 in Berlin-Mitte entstand ein nationaler Gedenk- und Informationsort für die Opfer der nationalsozialistischen „Euthanasie“-Morde. Von dem Gebäude an dieser Adresse aus hatte eine Bürozentrale unter dem Decknamen „T4“ die systematische Ermordung von Patienten aus Heil- und Pflegeanstalten im Deutschen Reich organisiert. Die Eröffnung des Gedenkortes erfolgte am 2. September 2014.
Seit Anfang 2007 gibt es einen Runden Tisch unter der Federführung der Stiftung Topographie des Terrors und der Stiftung Denkmal für die ermordeten Juden Europas, an dem Betroffene, engagierte Bürger, Vertreter verschiedener Einrichtungen und zuständiger Behörden teilnehmen. Die Gruppe hat es sich zur Aufgabe gemacht, auf den aktuellen Missstand aufmerksam zu machen und die Diskussion um eine angemessene, würdige Neugestaltung des Gedenkortes im Rahmen der städtebaulichen Umgestaltung des Kulturforums voranzutreiben. Ein erstes Ergebnis der Arbeit war die zeitweilige Aufstellung des „Denkmals der Grauen Busse“ am 18. Januar 2008 vor der Philharmonie. Dieses Denkmal wurde am 17. Januar 2009 wieder abgebaut und wird in verschiedene Städte versetzt, sodass die Erinnerung an die Ermordung kranker und behinderter Menschen im Dritten Reich ebenfalls in Bewegung bleibt.
In den ehemaligen Tötungsanstalten, aber auch in vielen psychiatrischen Kliniken, aus denen die Patienten zur Tötung verschickt wurden, gibt es Gedenkstätten und partiell Ausstellungen oder Lernstätten mit pädagogisch-dikatischer Aufarbeitung, so unter anderem an den historischen Orten der sechs Tötungsanstalten der Aktion T4. An der Klinik Penzing (vormals Otto-Wagner-Spital) in Wien wurde die „Gedenkstätte Steinhof“ mit einer Dauerausstellung und einer eigenen Website eingerichtet.

### Anerkennung als Verfolgte des NS-Regimes
Am 29. Januar 2025 nahm der Deutsche Bundestag einstimmig den Antrag mit dem Titel Opfer von NS-„Euthanasie“ und Zwangssterilisation – Aufarbeitung intensivieren (20/11945) an, den die Fraktionen SPD, CDU/CSU, BÜNDNIS 90/DIE GRÜNEN und FDP am 25. Juni 2024 gestellt hatten. Sie folgten einer Beschlussempfehlung des Ausschusses für Kultur und Medien vom 1. August 2024 (20/12415).
Damit sind gemäß Antrag „die Opfer der NS-‚Euthanasie‘ und die Opfer von Zwangssterilisation als Verfolgte des NS-Regimes ausdrücklich“ anerkannt. Es wurde festgehalten, dass „schätzungsweise 300.000 Menschen mit Behinderungen und psychischen Erkrankungen“ ermordet, sowie an „etwa 400.000 Menschen“ Zwangssterilisationen durchgeführt wurden. Ferner heißt es ebendort, dass „mindestens 5.000 physisch und psychisch erkrankte Kinder und Jugendliche ermordet“ wurden.
Die Gedenkstätte Hadamar erklärte in einer Stellungnahme: „Über Jahrzehnte war das Leiden dieser Menschen in der Bundesrepublik verdrängt und waren sie nicht als Verfolgte des NS-Terrors anerkannt worden. Es hat 80 Jahre gedauert, bis ihr Schicksal, ihr Leiden und ihre Ermordung endgültig offizielle Anerkennung fanden.“

### Standardwerke
- Götz Aly (Hrsg.): Aktion T4: 1939–1945. Die „Euthanasie“-Zentrale in der Tiergartenstraße 4. Edition Hentrich, Berlin 1989, ISBN 3-926175-66-4.
- Michael Burleigh (Hrsg.): Tod und Erlösung. Euthanasie in Deutschland 1900–1945. Pendo Verlag, Zürich 2002, ISBN 978-3-85842-485-3.
- Henry Friedlander: Der Weg zum NS-Genozid. Von der Euthanasie zur Endlösung. Berlin Verlag, Berlin 2002, ISBN 3-8270-0265-6.
- Alfred Hagemann (Red.): „Euthanasie“ im NS-Staat: Grafeneck im Jahr 1940. Landeszentrale für politische Bildung Baden-Württemberg, Stuttgart 2000.
- Ernst Klee: „Euthanasie“ im NS-Staat. Die „Vernichtung lebensunwerten Lebens“. S. Fischer, Frankfurt am Main 1983, ISBN 3-10-039303-1; 2., überarbeitete Auflage ebenda 2010, ISBN 978-3-596-18674-7.
- Ernst Klee (Hrsg.): Dokumente zur „Euthanasie“. Fischer, Frankfurt am Main 1985, ISBN 3-596-24327-0.
- Ernst Klee: Was sie taten – Was sie wurden. Frankfurt am Main 1986, ISBN 3-596-24364-5.
- Walter Reschreiter, Johannes Hofinger, Christina Nöbauer: Lebens(un)wert : NS-Euthanasie in [im] Land Salzburg. Wiedergefundene Lebensgeschichten von Opfern der Rassenhygiene. Ausstellung im Land Salzburg 2007 (Begleitbuch zur Ausstellung im Keltenmuseum Hallein, 22. Okt. – 21. Nov. 2006, und im Schloss Goldegg, 22. Feb. – 1. April 2007). Edition Tandem, 2007, ISBN 978-3-9501570-8-6.
- Alice von Platen-Hallermund: Die Tötung Geisteskranker in Deutschland. 1. Auflage 1948, Neuauflagen 1993 und 2005, Mabuse, Frankfurt am Main, ISBN 3-935964-86-2.
- Stefanie Westermann, Richard Kühl, Tim Ohnhäuser (Hrsg.): NS-„Euthanasie“ und Erinnerung: Vergangenheitsaufarbeitung, Gedenkformen, Betroffenenperspektiven (= Medizin und Nationalsozialismus. Band 3). LIT Verlag, Münster 2011, ISBN 978-3-643-10608-7.

### Weiterführende Literatur
- Götz Aly, Angelika Ebbinghaus, Matthias Hamann: Aussonderung und Tod. Die klinische Hinrichtung der Unbrauchbaren (= Beiträge zur nationalsozialistischen Gesundheits- und Sozialpolitik. Heft 1). Berlin 1985, ISBN 3-88022-950-3.
- Thomas Beddies, Kristina Hübener (Hrsg.): Kinder in der NS-Psychiatrie (= Schriftenreihe zur Medizin-Geschichte des Landes Brandenburg. Band 10). be.bra Berlin-Brandenburg Wissenschaft Verlag, Berlin 2004, ISBN 3-937233-14-8.
- Mathias Beer: Die Entwicklung der Gaswagen beim Mord an den Juden. In: Vierteljahrshefte für Zeitgeschichte. Jahrgang 35, Heft 3, 1987, S. 403–417 (Website Seitensicht 87 ff. PDF; 8 MB).
- Udo Benzenhöfer: „Kinderfachabteilung“ und „NS-Kindereuthanasie“ (= Studien zur Geschichte der Medizin im Nationalsozialismus. Band 1). GWAB, Wetzlar 2000.
- Bettina Brand-Claussen, Thomas Röske, Maike Rotzoll (Hrsg.): „Todesursache: Euthanasie“. Verdeckte Morde in der NS-Zeit. Das Wunderhorn, Sammlung Prinzhorn, Heidelberg 2002, ISBN 3-88423-204-5.
- Klaus-Peter Drechsel: Beurteilt, Vermessen, Ermordet. Die Praxis der Euthanasie bis zum Ende des deutschen Faschismus. Duisburger Institut für Sprach- und Sozialforschung, Duisburg 1993, ISBN 3-927388-37-8.
- Heinz Faulstich: Hungersterben in der Psychiatrie 1914–1949. Lambertus, Freiburg im Breisgau 1998, ISBN 3-7841-0987-X.
- Norbert Frei (Hrsg.): Medizin und Gesundheitspolitik in der NS-Zeit. R. Oldenbourg Verlag, München 1991 (= Schriften der Vierteljahrshefte für Zeitgeschichte. Sondernummer), ISBN 3-486-64534-X, insbesondere S. 191–331 (Psychiatrie und „Euthanasie“).
- Petra Fuchs, Maike Rotzoll u. a. (Hrsg.) „Das Vergessen der Vernichtung ist Teil der Vernichtung selbst“. Lebensgeschichten von Opfern der nationalsozialistischen „Euthanasie“. Wallstein, Göttingen 2007, ISBN 978-3-8353-0146-7.
- Margret Hamm (Hrsg.): „Lebensunwert“: zerstörte Leben. Zwangssterilisation und „Euthanasie“. Verlag für akademische Schriften, Frankfurt am Main 2005, ISBN 3-88864-391-0.
- Annette Hinz-Wessels: Tiergartenstraße 4. Schaltzentrale der nationalsozialistischen Euthanasie-Morde. Links-Verlag, Berlin 2015, ISBN 978-3-86153-848-6.
- Annette Hinz-Wessels u. a.: Zur bürokratischen Abwicklung eines Massenmords. Die „Euthanasie“-Aktion im Spiegel neuer Dokumente. In: Vierteljahrshefte für Zeitgeschichte. Band 53, 2005 (PDF; 6,9 MB), S. 79–107.
- Friedrich Karl Kaul: Nazimordaktion T4. Ein Bericht über die erste industriemäßig durchgeführte Mordaktion des Naziregimes. VEB Verlag Volk und Gesundheit, Berlin 1973.
- Hanno Loewy, Bettina Winter (Hrsg.): NS-„Euthanasie“ vor Gericht. Fritz Bauer und die Grenzen juristischer Bewältigung. Campus, Frankfurt am Main 1996, ISBN 3-593-35442-X.
- Thomas Matzek: Das Mordschloss. Auf der Spur von NS-Verbrechen in Schloss Hartheim. Kremayr & Scheriau, Wien 2002, ISBN 3-218-00710-0.
- Christian Merkel: „Tod den Idioten!“ Eugenik und Euthanasie in juristischer Rezeption vom Kaiserreich zur Hitlerzeit. Logos, Berlin 2007, ISBN 3-8325-1284-5.
- Christoph Mundt (Hrsg.): Psychiatrische Forschung und NS-„Euthanasie“. Das Wunderhorn, Heidelberg 2001, ISBN 3-88423-165-0.
- Kurt Nowak: Widerstand, Zustimmung, Hinnahme. Das Verhalten der Bevölkerung zur „Euthanasie“. In: Norbert Frei (Hrsg.): Medizin und Gesundheitspolitik in der NS-Zeit. R. Oldenbourg Verlag, München 1991 (= Schriften der Vierteljahrshefte für Zeitgeschichte. Sondernummer), ISBN 3-486-64534-X, S. 217–233, S. 235–251.
- Uwe Henrik Peters: Nazipsychiatrie, Aufstieg und Fall. ANA Publishers, Köln 2011, ISBN 978-3-931906-16-0.
- Raimond Reiter: Psychiatrie im Dritten Reich in Niedersachsen. Tectum, Hannover 2007, ISBN 978-3-8288-9312-2.
- Winfried Süß: Der „Volkskörper“ im Krieg. Gesundheitspolitik, Gesundheitsverhältnisse und Krankenmord im nationalsozialistischen Deutschland 1939–1945 (= Studien zur Zeitgeschichte. Band 65). Oldenbourg Wissenschaftsverlag, München 2003, ISBN 3-486-56719-5.[84]
- Winfried Süß: Bischof von Galen, der katholische Protest und der Stopp der „Aktion T4“. In: Martin Sabrow (Hrsg.): Formen öffentlicher Empörung im NS-Staat und in der DDR. Wallstein Verlag, 2004, ISBN 978-3-89244-791-7.[85]
- Franz Schwarzbauer, Andreas Schmauder, Paul-Otto Schmidt-Michel (Hrsg.): Erinnern und Gedenken. Das Mahnmal Weißenau und die Erinnerungskultur in Ravensburg (= Historische Stadt Ravensburg. Band 5). UVK, Konstanz 2007, ISBN 978-3-89669-625-0.
- Ralf Seidel, Thorsten Sueße: Werkzeuge der Vernichtung. Zum Verhalten von Verwaltungsbeamten und Ärzten bei der „Euthanasie“. In: Norbert Frei (Hrsg.): Medizin und Gesundheitspolitik in der NS-Zeit. R. Oldenbourg Verlag, München 1991, ISBN 3-486-64534-X, S. 253–264.
- E. F. Torrey, R. H. Yolken: Psychiatric genocide: Nazi attempts to eradicate schizophrenial. In: Schizophrenia Bulletin. Band 36, 2010, S. 26–32. (Rezension von Heinz Hafner, ZI Mannheim)
- Universität Regensburg. Zentrum Erinnerungskultur (Hrsg.): Verdrängt : die Erinnerung an die nationalsozialistischen „Euthanasie“-Morde. Wallstein Verlag, Göttingen 2023, ISBN 978-3-8353-5374-9.
- Klaus Vellguth: Die Geschichte der Menschenwürde und ihrer brutalen Missachtung. Ideengeschichtliche Anmerkungen zur Menschenwürde und Erfahrungen mit der Missachtung der Menschenwürde in Deutschland. In: Klaus Krämer, Klaus Vellguth (Hrsg.): Menschenwürde. Diskurse zur Universalität und Unveräußerlichkeit (= ThEW Band 8). Verlag Herder, Freiburg im Breisgau 2016, ISBN 978-3-451-33615-7, S. 129–153.

### Regionale und lokale Studien
- Arbeitskreis zur Erforschung der nationalsozialistischen „Euthanasie“ und Zwangssterilisation (Hrsg.): Der sächsische Sonderweg bei der NS-„Euthanasie“. Berichte des Arbeitskreises, Band 1. Klemm & Oelschläger, Münster/Ulm 2001, ISBN 3-932577-50-7.
- Arbeitskreis zur Erforschung der nationalsozialistischen „Euthanasie“ und Zwangssterilisation (Hrsg.): Psychiatrie im Dritten Reich – Schwerpunkt Hessen. Berichte des Arbeitskreises, Band 2. Klemm & Oelschläger, Münster/Ulm 2006, ISBN 978-3-932577-51-2.
- Arbeitskreis zur Erforschung der nationalsozialistischen „Euthanasie“ und Zwangssterilisation (Hrsg.): Beiträge zur NS-„Euthanasie“-Forschung 2002. Berichte des Arbeitskreises, Band 3. Klemm & Oelschläger, Münster/Ulm 2003, ISBN 3-932577-52-3.
- Gerhard Baader, Johannes Cramer, Bettina Winter: „Verlegt nach Hadamar“. Die Geschichte einer NS-„Euthanasie“-Anstalt. In: Historische Schriftenreihe des Landeswohlfahrtsverbandes Hessen. Landeswohlfahrtsverband Hessen, Kassel 1991, ISBN 3-89203-011-1.
- Udo Benzenhöfer, Thomas Oelschläger, Dietmar Schulze, Michal Šimůnek: „Kindereuthanasie“ und „Jugendlicheneuthanasie“ im Reichsgau Sudetenland und im Protektorat Böhmen und Mähren. Studien zur Geschichte der Medizin im Nationalsozialismus, Band 5. GWAB, Wetzlar 2006, ISBN 3-9808830-8-6.
- Werner Blesch, Konrad Kaiser u. a.: Uns wollen sie auf die Seite schaffen. Deportation und Ermordung von 262 behinderten Menschen der Johannesanstalten Mosbach und Schwarzach in den Jahren 1940 und 1944. In: Mosbach im Dritten Reich, Heft 2. Stadt Mosbach, Mosbach 1993.
- Jutta M. Bott: Da kommen wir her, da haben wir mitgemacht. Lebenswirklichkeiten und Sterben in der Lippeschen Heil- und Pflegeanstalt Lindenhaus während der Zeit des Nationalsozialismus. In: Lippische Studien Band 16. Institut für Lippische Landeskunde, Lemgo 2001, ISBN 3-9807758-9-5.
- Christoph Braß: Zwangssterilisation und „Euthanasie“ im Saarland 1935–1945. Ferdinand Schöningh, Paderborn 2004, ISBN 3-506-71727-8.
- Karl Cervik: Kindermord in der Ostmark: Kindereuthanasie im Nationalsozialismus 1938–1945. LIT Verlag, Münster 2001, ISBN 3-8258-5551-1.
- Peter Chroust u. a. (Hrsg.): „Soll nach Hadamar überführt werden“. Den Opfern der Euthanasiemorde 1933 bis 1945. Ausstellungskatalog. Mabuse, Frankfurt am Main 1989, ISBN 3-925499-39-3.
- Michael von Cranach: Psychiatrie im Nationalsozialismus – Die Bayerischen Heil- und Pflegeanstalten zwischen 1933 und 1945. Oldenbourg, München 1999, ISBN 3-486-56371-8.
- Gerda Engelbracht: Der tödliche Schatten der Psychiatrie. Die Bremer Nervenklinik 1933–1945. Donat Verlag, Bremen 1997, ISBN 978-3-931737-18-4.
- Axel Fahl-Dreger, Ingo Harms: Wege des Gedenkens. Die Opfer der NS-Euthanasie aus dem Landkreis Vechta. Hrsg.: Andreaswerk e. V. Geest-Verlag 2024, ISBN 978-3-86685-676-9
- Moritz Fischer: Zwangssterilisation und „Euthanasie“ in Landshut. Das Erbgesundheitsgericht Landshut und die Opfer der nationalsozialistischen „Euthanasie“-Morde. Landshut 2018, ISBN 978-3-927612-38-9.
- Bernhard Frings: Zu melden sind sämtliche Patienten … NS-„Euthanasie“ und Heil- und Pflegeanstalten im Bistum Münster. Aschendorff, Münster 1994, ISBN 3-402-03269-4.
- Eberhard Gabriel, Wolfgang Neugebauer (Hrsg.): Vorreiter der Vernichtung? Von der Zwangssterilisierung zur Ermordung. Zur Geschichte der NS-Euthanasie in Wien, Teil II. Böhlau, Wien 2002, ISBN 3-205-77122-2.
- Uta George, Stefan Göthling (Hrsg.): Was geschah in Hadamar in der Nazizeit? Ein Katalog in leichter Sprache (= Geschichte Verstehen. Band 1). Gedenkstätte Hadamar, 2005.
- Frank Hirschinger: Zur Ausmerzung freigegeben. Halle und die Landesheilanstalt Altscherbitz 1933–1945. Böhlau, Köln 2001, ISBN 3-412-06901-9.
- Ute Hoffmann: Todesursache „Angina“. Zwangssterilisationen und „Euthanasie“ in der Landes-Heil- und Pflegeanstalt Bernburg. Ministerium des Innern des Landes Sachsen-Anhalt, Magdeburg 1996.
- Michael Hubenstorf: Tote und/oder lebendige Wissenschaft: Die intellektuellen Netzwerke der NS-Patientenmordaktion in Österreich. In: Eberhard Gabriel, Wolfgang Neugebauer: Von der Zwangssterilisierung zur Ermordung. Böhlau, Wien 2002.
- Kristina Hübener (Hrsg.): Brandenburgische Heil- und Pflegeanstalten in der NS-Zeit. Schriftenreihe zur Medizin-Geschichte des Landes Brandenburg, 3. be.bra verlag, Berlin 2002, ISBN 3-89809-301-8.
- Uwe Kaminsky: Zwangssterilisation und „Euthanasie“ am Beispiel von Einrichtungen der Erziehungsfürsorge und Heil- und Pflegeanstalten der Inneren Mission im Rheinland 1933 bis 1945. Rheinland, Köln 1995.
- Jörg Kinzig, Thomas Stöckle (Hrsg.): 60 Jahre Tübinger Grafeneck-Prozess: Betrachtungen aus historischer, juristischer, medizinethischer und publizistischer Perspektive. Verlag Psychiatrie und Geschichte, Zwiefalten 2011, ISBN 978-3-931200-17-6.
- Ernst T. Mader: Das erzwungene Sterben von Patienten der Heil- und Pflegeanstalt Kaufbeuren-Irsee zwischen 1940 und 1945 nach Dokumenten und Berichten von Augenzeugen. Heimatkunde I. Verlag an der Säge (Blöcktach) 1982, ISBN 3-923710-02-X.
- Georg Pinter, Vinzenz Jobst, Christina Zankl: Texte zur Eröffnung der Gedenkstätte am Zentrum für Altersmedizin am Klinikum Klagenfurt, Klagenfurt 2022 (PDF; 4,2 MB).
- Thomas Oelschläger: Zur Praxis der NS-Kinder-„Euthanasie“ am Beispiel Österreichs. In: Monatsschrift Kinderheilkunde. Band 151, Heft 10, Springer Verlag, Oktober 2003.
- Lars Polten: Zwangssterilisation und „Euthanasie“ im Erinnern und Erzählen. Biografische Interviews mit Betroffenen und Angehörigen. Waxmann 2020 (= Studien zur Volkskunde in Thüringen. Band 10), ISBN 978-3-8309-4277-1.
- Christine Ruth-Müller, Hans-Ludwig Siemen: Warum sie sterben mußten. Leidensweg und Vernichtung von Behinderten aus den Neuendettelsauer Pflegeanstalten im „Dritten Reich“ (= Einzelarbeiten aus der Kirchengeschichte Bayerns. Band 66). Neustadt a.d. Aisch 1991, ISBN 3-7686-9112-8.
- Peter Sandner: Verwaltung des Krankenmordes. Der Bezirksverband Nassau im Nationalsozialismus. Psychosozial-Verlag, Gießen 2003, ISBN 3-89806-320-8.
- Hans-Werner Scheuing: „… als Menschenleben gegen Sachwerte gewogen wurden.“ Die Anstalt Mosbach im Dritten Reich und die Euthanasie-Diskussion heute. Universitätsverlag Winter, Heidelberg 2004, ISBN 3-8253-1607-6 (zu den Johannes-Anstalten Mosbach).
- Gerhardt Schmidt: Selektion in der Heilanstalt 1939–1945. Neuausgabe mit ergänzenden Texten, herausgegeben von Frank Schneider. Springer, Berlin 2012, ISBN 978-3-642-25469-7.
- Harry Seipolt: Zwangssterilisation und NS-„Euthanasie“ in der Region Aachen. Alano Herodot, Aachen 1995; ISBN 978-3-89399-217-1.
- Frank Sparing, Marie-Luise Heuser (Hrsg.): Erbbiologische Selektion und „Euthanasie“: Psychiatrie in Düsseldorf während des Nationalsozialismus, Klartext, Essen 2001, ISBN 978-3-89861-041-4.
- Ingo Harms: „Wat mööt wi hier smachten …“ Hungertod und „Euthanasie“ in der Heil- und Pflegeanstalt Wehnen im „Dritten Reich“. Dr.- und Verlag-Cooperative, Oldenburg 1996, ISBN 3-925713-25-5.
- Gabriele Rünger: Die Opfer der Rassenhygiene – Zwangssterilisation, Euthanasie und Rassenwahn. In: Geschichtsverein des Kreises Euskirchen e. V. (Hrsg.): Nationalsozialismus im Kreis Euskirchen – Die braune Vergangenheit einer Region. Euskirchen 2006, ISBN 3-935221-72-X.
- Bernhard Richarz: Heilen, Pflegen, Töten. Zur Alltagsgeschichte einer Heil- und Pflegeanstalt bis zum Ende des Nationalsozialismus. Verlag für Medizinische Psychologie im Verlag Vandenhoeck & Ruprecht, Göttingen 1987, ISBN 3-525-45690-5. Die Heil- und Pflegeanstalt ist Eglfing-Haar bei München.
- Stiftung Neue Synagoge Berlin, Centrum Judaicum. W. E. Platz und Volkmar Schneider (Hrsg.): Todesurteil per Meldebogen. Teil 1. Ärztlicher Krankenmord im NS-Staat: Beiträge zur Aktion T4. Hentrich und Hentrich, Teetz 2006, ISBN 3-938485-26-4 (= Gegen Verdrängen und Vergessen. Band 1).
- Stiftung Neue Synagoge Berlin, Centrum Judaicum. W. E. Platz und Volkmar Schneider (Hrsg.): Dokumente einer Tötungsanstalt. Teil 2. In den Anstalten gestorben. Mit einem Beitrag: Die NS-„Euthanasie“ in psycho-sozialer Sicht von Miriam Rieck, Hentrich und Hentrich, Teetz 2008, ISBN 978-3-938485-59-0 (= Gegen Verdrängen und Vergessen, Band 4).

## Filme
- Ernst Klee: Sichten und Vernichten – Psychiatrie im Dritten Reich. Dokumentarfilm, 1995
- Ernst Klee, Gunnar Petrich: „Alles Kranke ist Last …“ Die Kirchen und die „Vernichtung lebensunwerten Lebens.“ Dokumentation, 1988
- Hitlers vergessene Opfer – Euthanasie im Dritten Reich. Dokumentation, Spiegel Geschichte, 2016
- Euthanasie bei den Nazis – Behinderten-Transporte – Schloß Grafeneck – Stetten-Rommelshausen u. a. SWR, etwa 2014 (genauer Titel nicht bekannt)
- Kai Wesel: Nebel im August. Spielfilm, 2016